# Brasilândia do Tocantins
Brasilândia do Tocantins är en kommun i Brasilien.   Den ligger i delstaten Tocantins, i den centrala delen av landet, 800 km norr om huvudstaden Brasília. Antalet invånare är 2 066.
Omgivningarna runt Brasilândia do Tocantins är huvudsakligen savann. Runt Brasilândia do Tocantins är det mycket glesbefolkat, med 3 invånare per kvadratkilometer.